# Přímý pozitivní tisk

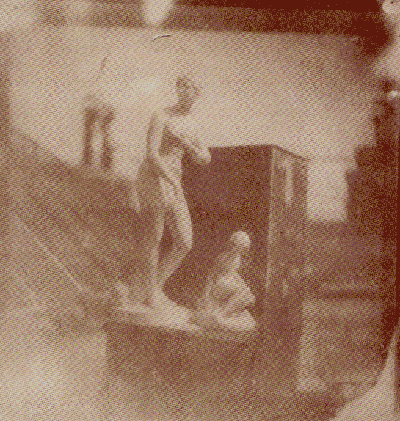
Dvě sochy vyfotografované na vrcholu střechy, 1839-1840, přímý pozitivní tisk, autor: Hippolyte Bayard; na obrázku je patrná struktura papíru

Přímý pozitivní tisk nebo přímý pozitivní proces je fotografický proces, který vynalezl francouzský průkopník fotografie Hippolyte Bayard. Označuje metodu přímého pozitivu, při které vznikne unikátní, jedinečný obraz. Jedná se o obměnu techniky mokrého kolódiového procesu (slabé expozice a krátkodobého vyvolávání), kdy konečným podkladem citlivé vrstvy je černý materiál. Obraz byl slabě exponován a krátce vyvolán tak, aby neměl závoj. Konečným podkladem citlivé vrstvy bylo černé pozadí, proti kterému se dal obraz pozorovat v odraženém světle. V případě Bayardovy techniky to byl černý papír, u pannotypie černé plátno, u ferrotypie železný plech a u ambrotypie sklo. Podobný princip využíval William Fox Talbot u své metody slaného papíru. Světlý negativ se tak při prohlížení proti tmavému pozadí jevil jako pozitiv.
Dokonce i některé moderní techniky typu pozitiv - pozitiv, jako je například cibachrome, jsou zařazovány do stejné skupiny.

## Historie
Bayard na rozdíl od Daguerra, který experimentoval s citlivostí na světlo pouze s kovovými destičkami, nalezl Bayard způsob ve kterém obyčejný dopisní papír potřel chloridem stříbrným a nechal jej zčernat na slunci. Následně jej ve tmě ponořil do roztoku jodidu draselného - takzvaného Lugolova roztoku, ještě vlhký papír vložil do camery obscury a nechal znovu exponovat. Papír vybělil, přičemž se jód vyloučil z roztoku jodidu draselného a byl navázán na zčernalé stříbro, čímž vznikl pozitivní obraz. Expozice mohla trvat přibližně 15 minut. Přímé pozitivy pak ustaloval v roztoku thiosíranu sodného a vyprán ve vodě. Nevýhodou této metody byl nedostatečně kontrastní negativní obraz, takže přímé kopírování nebylo možné. To byl jeden z důvodů, proč se Bayardova metoda více neujala a nebyla využívána. Na originálech je také patrná stopa otisku nerovností a struktury papíru.
Bayard tento postup označoval jako papírová fotografie, ale zveřejnil ji 24. února 1840 jako přímý pozitivní tisk.

## Varianty

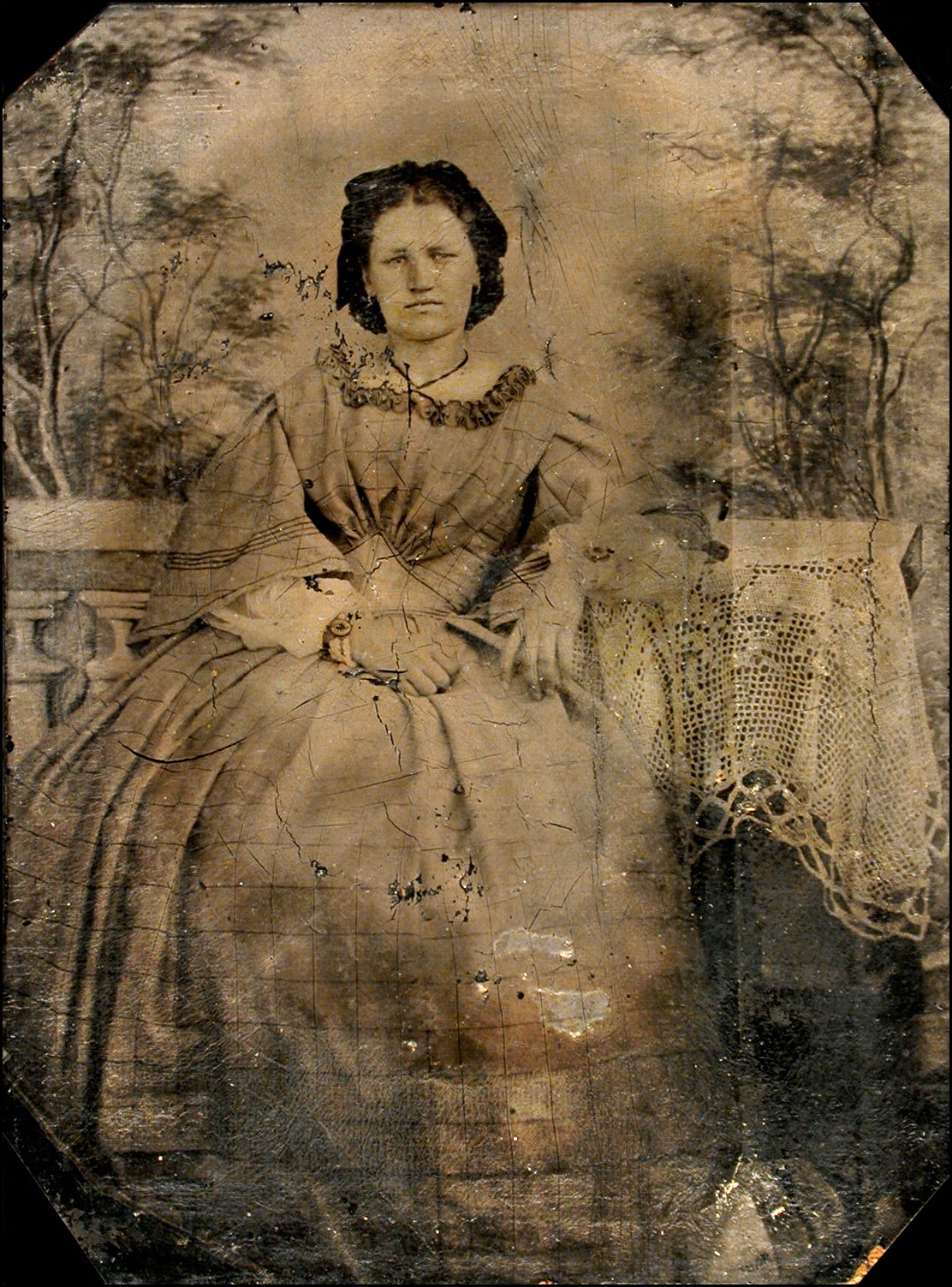
Portrét ženy na černém voskovaném plátně, pannotypie s typickými prasklinami - slabinou tohoto procesu

Nejdůležitější klasické procesy přímého pozitivu jsou:
- Ambrotypie (případně melanotypie)
- Pannotypie
- Ferrotypie (případně tinytype)